# La Berthenoux
La Berthenoux är en kommun i departementet Indre i regionen Centre-Val de Loire i de centrala delarna av Frankrike. Kommunen ligger i kantonen La Châtre som tillhör arrondissementet La Châtre. År 2022 hade La Berthenoux 361 invånare.

## Befolkningsutveckling
Antalet invånare i kommunen La Berthenoux
Referens:INSEE